# Světový den boje proti suchu a rozšiřování pouští
Světový den boje proti suchu a rozšiřování pouští je každoročně 17. června organizován Organizací spojených národů. Jeho cílem je zvýšit povědomí o výskytu sucha a dezertifikace (rozšiřování pouští) a upozornit na metody prevence dezertifikace a obnovy po suchu. Každý ročník celosvětové oslavy má jedinečný, neotřelý důraz.
Tento den byl vyhlášen rezolucí Valného shromáždění OSN A/RES/49/115 dne 30. ledna 1995, tedy po dni, kdy byla vypracována Úmluva OSN o boji proti desertifikaci.

## Dezertifikace a cíle udržitelného rozvoje
Agenda udržitelného rozvoje 2030 (SDG) prohlašuje, že "jsme odhodláni chránit planetu před degradací, mimo jiné prostřednictvím udržitelné spotřeby a výroby, udržitelného hospodaření s jejími přírodními zdroji a přijetí naléhavých opatření v oblasti změny klimatu, aby mohla podporovat potřeby současných i budoucích generací". Konkrétně cíl SDG 15: Život na zemi vyjadřuje odhodlání Organizace spojených národů a signatářských zemí SDG zastavit a zvrátit degradaci půdy.

## Témata jednotlivých světových dnů
- 2022 – Společné překonávání sucha.
- 2020 – Potraviny. Krmivo. Vláknina – vazby mezi spotřebou a půdou.
- 2019 – Pěstujme budoucnost společně (zamyšlení nad 25 lety pokroku a výhled na dalších 25 let).
- 2018 – Půda má skutečnou hodnotu. Investujte do ní.
- 2017 – Souvislost mezi degradací půdy a migrací (ve světle syrské masové emigrace v důsledku selhání syrského zemědělského systému způsobeného životním prostředím) #2017WDCD
- 2016 – Chraňte Zemi. Obnovte půdu. Zapojte lidi.
- 2015 – Dosažení potravinové bezpečnosti pro všechny prostřednictvím udržitelných potravinových systémů. – "Oběd zdarma neexistuje. Investujte do zdravé půdy."
- 2009 – Zachování půdy a energie = zajištění naší společné budoucnosti.
- 2008 – Boj proti degradaci půdy pro udržitelné zemědělství.
- 2007 – Dezertifikace a změna klimatu – jeden globální problém.
- 2006 – Krása pouští – výzva dezertifikace.
- 2005 – Ženy a rozšiřování pouští.
- 2004 – Sociální aspekty rozšiřování pouští: Migrace a chudoba.
- 2003 – Mezinárodní rok pouští a rozšiřování pouští (IYDD).
- 2002 – Degradace půdy.